# Llista de monuments de Sant Joan les Fonts
Llista de monuments de Sant Joan les Fonts inclosos en l'Inventari del Patrimoni Arquitectònic Català pel municipi de Sant Joan les Fonts (Garrotxa). Inclou els inscrits en el Registre de Béns Culturals d'Interès Nacional (BCIN) amb la classificació de monuments històrics, els béns culturals d'interès local (BCIL) de caràcter immoble i la resta de béns arquitectònics integrants del patrimoni cultural català.
| Monument                                                                        | Protecció    | Estil/època              | Localització                                             | Coordenades                                          | Codi?         | Imatge |
| ------------------------------------------------------------------------------- | ------------ | ------------------------ | -------------------------------------------------------- | ---------------------------------------------------- | ------------- | --- |
| Casa Juvinyà                                                                    | BCIN 197-MH  | Romànic XII-XIII         | Sant Joan les Fonts                                      | 42° 12′ 40″ N, 2° 30′ 27″ E / 42.211194°N,2.5075°E   | RI-51-0003888 | Casa Juvinyà (Sant Joan les Fonts) · Vegeu més fotos d'aquest monument · Carregueu una nova foto d'aquest monument                          |
| Església de Sant Joan les Fonts                                                 | BCIN 200-MH  | Romànic XIII             | Sant Joan les Fonts                                      | 42° 13′ 02″ N, 2° 30′ 54″ E / 42.217299°N,2.515041°E | RI-51-0004469 | Església de Sant Joan les Fonts · Vegeu més fotos d'aquest monument · Carregueu una nova foto d'aquest monument                             |
| Castell de Mont-ros                                                             | BCIN 1479-MH |                          | Sant Joan les Fonts                                      | 42° 12′ 26″ N, 2° 33′ 01″ E / 42.207222°N,2.550278°E | RI-51-0006084 | Carregueu una nova foto d'aquest monument                                                                                                   |
| La Torre de Canadell                                                            | BCIN 1480-MH | XIV                      | Sant Joan les Fonts                                      | 42° 13′ 28″ N, 2° 31′ 56″ E / 42.224444°N,2.532222°E | RI-51-0006085 | La Torre de Canadell (Sant Joan les Fonts) · Vegeu més fotos d'aquest monument · Carregueu una nova foto d'aquest monument                  |
| Capella de Santa Magdalena                                                      |              | Obra popular             | Sant Joan les Fonts C. de Juvinyà (enderrocada)          | 42° 12′ 41″ N, 2° 30′ 27″ E / 42.211265°N,2.507381°E | IPA-10641     | Carregueu una nova foto d'aquest monument                                                                                                   |
| Casa pairal de la família Gridó                                                 |              | Obra popular             | Sant Joan les Fonts Aïllada                              | 42° 13′ 03″ N, 2° 32′ 08″ E / 42.217543°N,2.535605°E | IPA-10644     | Carregueu una nova foto d'aquest monument                                                                                                   |
| Pallissa de l'Hostal                                                            |              | Obra popular             | Sant Joan les Fonts Begudà                               | 42° 11′ 46″ N, 2° 32′ 46″ E / 42.196023°N,2.546106°E | IPA-10645     | Pallissa de l'Hostal (Sant Joan les Fonts) · Vegeu més fotos d'aquest monument · Carregueu una nova foto d'aquest monument                  |
| Masia de la Pinadella                                                           |              | Obra popular XV          | Sant Joan les Fonts Begudà                               | 42° 11′ 10″ N, 2° 33′ 13″ E / 42.186168°N,2.553576°E | IPA-10649     | Carregueu una nova foto d'aquest monument                                                                                                   |
| Pont de Sant Joan les Fonts                                                     |              | Obra popular XV          | Sant Joan les Fonts Sota l'església nova                 | 42° 12′ 46″ N, 2° 30′ 34″ E / 42.212678°N,2.509411°E | IPA-10650     | Pont de Sant Joan les Fonts · Vegeu més fotos d'aquest monument · Carregueu una nova foto d'aquest monument                                 |
| Restes de la capella de Sant Sebastià                                           |              | Obra popular             | Sant Joan les Fonts A 100 m de Santa Eulàlia             | 42° 11′ 43″ N, 2° 32′ 46″ E / 42.195366°N,2.546177°E | IPA-10651     | Carregueu una nova foto d'aquest monument                                                                                                   |
| Fàbrica Masias de Sant Joan les Fonts                                           |              | Eclecticisme             | Sant Joan les Fonts Ctra. d'Olot a Sant Joan             | 42° 12′ 40″ N, 2° 30′ 28″ E / 42.210996°N,2.507662°E | IPA-10652     | Fàbrica Masias de Sant Joan les Fonts · Vegeu més fotos d'aquest monument · Carregueu una nova foto d'aquest monument                       |
| Casa Blava                                                                      |              | Eclecticisme XIX         | Sant Joan les Fonts Ctra. d'Olot                         | 42° 12′ 36″ N, 2° 30′ 28″ E / 42.209870°N,2.507743°E | IPA-10653     | Casa Blava (Sant Joan les Fonts) · Vegeu més fotos d'aquest monument · Carregueu una nova foto d'aquest monument                            |
| Casa a la carretera d'Olot, 10                                                  |              | Obra popular XX          | Sant Joan les Fonts Ctra. d'Olot, 10                     | 42° 12′ 23″ N, 2° 29′ 51″ E / 42.206354°N,2.497425°E | IPA-10654     | Casa a la carretera d'Olot, 10 (Sant Joan les Fonts) · Vegeu més fotos d'aquest monument · Carregueu una nova foto d'aquest monument        |
| Casa a la carretera d'Olot, 14                                                  |              | Obra popular XX          | Sant Joan les Fonts Ctra. d'Olot, 14, la Canya           | 42° 12′ 22″ N, 2° 29′ 51″ E / 42.206187°N,2.497420°E | IPA-10655     | Casa a la carretera d'Olot, 14 (Sant Joan les Fonts) · Vegeu més fotos d'aquest monument · Carregueu una nova foto d'aquest monument        |
| Capella de Sant Cosme                                                           |              | Obra popular XVII        | Sant Joan les Fonts Veïnat de Sant Cosme                 | 42° 11′ 33″ N, 2° 31′ 24″ E / 42.192612°N,2.523197°E | IPA-10656     | Capella de Sant Cosme (Sant Joan les Fonts) · Vegeu més fotos d'aquest monument · Carregueu una nova foto d'aquest monument                 |
| Santa Eulàlia de Begudà                                                         |              | Romànic XII, XVII        | Sant Joan les Fonts Begudà                               | 42° 11′ 45″ N, 2° 32′ 46″ E / 42.195857°N,2.546089°E | IPA-10657     | Santa Eulàlia de Begudà (Sant Joan les Fonts) · Vegeu més fotos d'aquest monument · Carregueu una nova foto d'aquest monument               |
| Casal de Mont-ros                                                               |              | Obra popular XV          | Sant Joan les Fonts Begudà, al costat de l'església      | 42° 11′ 44″ N, 2° 32′ 46″ E / 42.195578°N,2.546188°E | IPA-10660     | Casal de Mont-ros (Sant Joan les Fonts) · Vegeu més fotos d'aquest monument · Carregueu una nova foto d'aquest monument                     |
| Masia de la Fontfreda                                                           |              | Obra popular             | Sant Joan les Fonts Aïllada                              | 42° 12′ 52″ N, 2° 29′ 52″ E / 42.214481°N,2.497760°E | IPA-10661     | Masia de Fontfreda (Sant Joan les Fonts) · Vegeu més fotos d'aquest monument · Carregueu una nova foto d'aquest monument                    |
| Capella de Nostra Senyora de Mont-ros, o Església de la Mare de Déu de Mont-ros | BCIL 1999    | Romànic XII              | Sant Joan les Fonts Muntanya de Mont-ros                 | 42° 12′ 24″ N, 2° 33′ 01″ E / 42.206760°N,2.550390°E | IPA-10662     | Capella de Nostra Senyora de Mont-ros (Sant Joan les Fonts) · Vegeu més fotos d'aquest monument · Carregueu una nova foto d'aquest monument |
| Mas Can Rovira de Cortals                                                       |              | Obra popular XIII, XVIII | Sant Joan les Fonts Costa de Mont-ros                    | 42° 12′ 30″ N, 2° 32′ 44″ E / 42.208367°N,2.545588°E | IPA-10663     | Mas Can Rovira de Cortals (Sant Joan les Fonts) · Vegeu més fotos d'aquest monument · Carregueu una nova foto d'aquest monument             |
| El Puig                                                                         |              | Obra popular XVIII       | Sant Joan les Fonts Begudà - Aïllat                      | 42° 11′ 50″ N, 2° 32′ 56″ E / 42.197282°N,2.548851°E | IPA-10666     | Carregueu una nova foto d'aquest monument                                                                                                   |
| Can Serra d'Escobòs                                                             |              | Obra popular XIV         | Sant Joan les Fonts Begudà                               | 42° 11′ 29″ N, 2° 32′ 23″ E / 42.191517°N,2.539719°E | IPA-10667     | Carregueu una nova foto d'aquest monument                                                                                                   |
| Masia de Marunys                                                                |              | Obra popular XVIII       | Sant Joan les Fonts Aïllada                              | 42° 12′ 48″ N, 2° 30′ 13″ E / 42.213406°N,2.503697°E | IPA-10668     | Masia de Marunys (Sant Joan les Fonts) · Vegeu més fotos d'aquest monument · Carregueu una nova foto d'aquest monument                      |
| Mas Cabrafiga                                                                   |              | Obra popular XVIII       | Sant Joan les Fonts Aïllat                               | 42° 12′ 28″ N, 2° 29′ 35″ E / 42.207760°N,2.493162°E | IPA-10669     | Mas Cabrafiga (Sant Joan les Fonts) · Vegeu més fotos d'aquest monument · Carregueu una nova foto d'aquest monument                         |
| Església Nova de Sant Joan les Fonts                                            |              | Eclecticisme XIX         | Sant Joan les Fonts C. Castanyer                         | 42° 12′ 48″ N, 2° 30′ 33″ E / 42.213370°N,2.509067°E | IPA-10670     | Església Nova de Sant Joan les Fonts · Vegeu més fotos d'aquest monument · Carregueu una nova foto d'aquest monument                        |
| Pont de Cossei, antic pont de Begudà                                            |              | Obra popular Medieval    | Sant Joan les Fonts Begudà, a pocs metres de la rectoria | 42° 11′ 40″ N, 2° 32′ 40″ E / 42.194432°N,2.544376°E | IPA-10671     | Antic pont de Begudà (Sant Joan les Fonts) · Vegeu més fotos d'aquest monument · Carregueu una nova foto d'aquest monument                  |
| La Rectoria                                                                     |              | Obra popular XVIII       | Sant Joan les Fonts Aïllada - Begudà                     | 42° 11′ 44″ N, 2° 32′ 45″ E / 42.195621°N,2.545782°E | IPA-10672     | La Rectoria (Sant Joan les Fonts) · Vegeu més fotos d'aquest monument · Carregueu una nova foto d'aquest monument                           |
| Casa del Moliner                                                                |              | Obra popular XX          | Sant Joan les Fonts C. Santa Magdalena, 5                | 42° 12′ 44″ N, 2° 30′ 29″ E / 42.212285°N,2.508069°E | IPA-10673     | Carregueu una nova foto d'aquest monument                                                                                                   |
| Antic Teatre                                                                    |              | Noucentisme XX           | Sant Joan les Fonts C. Santa Magdalena                   | 42° 12′ 44″ N, 2° 30′ 32″ E / 42.212108°N,2.508767°E | IPA-10675     | Antic Teatre (Sant Joan les Fonts) · Vegeu més fotos d'aquest monument · Carregueu una nova foto d'aquest monument                          |
| La Fonda                                                                        |              | Obra popular XX          | Sant Joan les Fonts C. d'Olot, 26                        | 42° 12′ 45″ N, 2° 30′ 45″ E / 42.212509°N,2.512538°E | IPA-10676     | Carregueu una nova foto d'aquest monument                                                                                                   |
| Restes del molí del Clot de Can Gridó                                           |              | Obra popular             | Sant Joan les Fonts Clot de Can Gridó                    | 42° 13′ 09″ N, 2° 32′ 04″ E / 42.219300°N,2.534338°E | IPA-10677     | Carregueu una nova foto d'aquest monument                                                                                                   |
| Fàbrica tèxtil la Sebastiana                                                    |              | Obra popular             | Sant Joan les Fonts Ctra de Sant Joan a Castellfollit    | 42° 12′ 58″ N, 2° 31′ 21″ E / 42.216232°N,2.522378°E | IPA-10678     | Carregueu una nova foto d'aquest monument                                                                                                   |
| Capelleta de Sant Joan Baptista                                                 |              | Obra popular XIX         | Sant Joan les Fonts C. Sant Joan, la Canya               | 42° 12′ 26″ N, 2° 29′ 53″ E / 42.207334°N,2.498168°E | IPA-10680     | Carregueu una nova foto d'aquest monument                                                                                                   |
| Llinda de la porta de Can Violella                                              |              | Obra popular XVIII       | Sant Joan les Fonts                                      | 42° 12′ 59″ N, 2° 31′ 56″ E / 42.216290°N,2.532113°E | IPA-10681     | Carregueu una nova foto d'aquest monument                                                                                                   |
| Torre Blanca o Vila Blanca                                                      |              | Obra popular XX          | Sant Joan les Fonts Camí de Castanyer                    | 42° 12′ 51″ N, 2° 30′ 38″ E / 42.214052°N,2.510539°E | IPA-10682     | Torre Blanca (Sant Joan les Fonts) · Vegeu més fotos d'aquest monument · Carregueu una nova foto d'aquest monument                          |
| El Molí Nou                                                                     |              | Obra popular XVIII       | Sant Joan les Fonts Al costat de la riera de Bianya      | 42° 12′ 55″ N, 2° 29′ 27″ E / 42.21516°N,2.49096°E   | IPA-38960     | Carregueu una nova foto d'aquest monument                                                                                                   |
| Cal Xicot                                                                       |              | Obra popular XIX         | Sant Joan les Fonts Veïnat d'Aiguanegra                  | 42° 11′ 52″ N, 2° 30′ 46″ E / 42.19771°N,2.5128°E    | IPA-38962     | Carregueu una nova foto d'aquest monument                                                                                                   |
| Casa de Canadell                                                                |              | Obra popular XIX         | Sant Joan les Fonts Serra de Canadell                    | 42° 13′ 28″ N, 2° 32′ 19″ E / 42.2245°N,2.53871°E    | IPA-38963     | Carregueu una nova foto d'aquest monument                                                                                                   |
| El Cairat d'Aiguanegra                                                          |              | Obra popular XIX         | Sant Joan les Fonts Veïnat d'Aiguanegra                  | 42° 12′ 18″ N, 2° 31′ 13″ E / 42.20495°N,2.52014°E   | IPA-38965     | Carregueu una nova foto d'aquest monument                                                                                                   |
| Casal d'Aiguanegra                                                              |              | Obra popular XIX         | Sant Joan les Fonts Veïnat d'Aiguanera                   | 42° 12′ 04″ N, 2° 30′ 59″ E / 42.2011°N,2.51643°E    | IPA-38967     | Carregueu una nova foto d'aquest monument                                                                                                   |
| Mas Claperols o Parerols                                                        |              | Obra popular XVIII       | Sant Joan les Fonts Veïnat d'Aiguanegra                  | 42° 12′ 08″ N, 2° 31′ 19″ E / 42.20225°N,2.52186°E   | IPA-38970     | Carregueu una nova foto d'aquest monument                                                                                                   |
| Casa Colom                                                                      |              | Obra popular XVIII       | Sant Joan les Fonts Serra de Ça Calm                     | 42° 13′ 01″ N, 2° 30′ 20″ E / 42.21685°N,2.50552°E   | IPA-38971     | Carregueu una nova foto d'aquest monument                                                                                                   |
| La Devesa                                                                       |              | Obra popular XIX         | Sant Joan les Fonts Poble de Begudà                      | 42° 10′ 50″ N, 2° 32′ 58″ E / 42.18054°N,2.54949°E   | IPA-38974     | Carregueu una nova foto d'aquest monument                                                                                                   |
| Can Sofia                                                                       |              | Obra popular XIX         | Sant Joan les Fonts Al costat del parc Sofia             | 42° 12′ 37″ N, 2° 29′ 49″ E / 42.21025°N,2.49698°E   | IPA-38981     | Can Sofia (Sant Joan les Fonts) · Vegeu més fotos d'aquest monument · Carregueu una nova foto d'aquest monument                             |
| Mas Estrada                                                                     |              | Obra popular XVII        | Sant Joan les Fonts Pla de Bianya                        | 42° 12′ 50″ N, 2° 29′ 16″ E / 42.21392°N,2.48769°E   | IPA-38982     | Mas Estrada (Sant Joan les Fonts) · Vegeu més fotos d'aquest monument · Carregueu una nova foto d'aquest monument                           |
| Mas el Serrat                                                                   |              | Obra popular XVII        | Sant Joan les Fonts Pla de Bianya                        | 42° 12′ 56″ N, 2° 29′ 12″ E / 42.21566°N,2.48658°E   | IPA-38983     | Carregueu una nova foto d'aquest monument                                                                                                   |
| Mas les Molleres                                                                |              | Obra popular XVIII       | Sant Joan les Fonts Al costat del parc Sofia             | 42° 09′ 56″ N, 2° 26′ 04″ E / 42.16565°N,2.43432°E   | IPA-38984     | Carregueu una nova foto d'aquest monument                                                                                                   |
| Mas Puig de Vivers                                                              |              | Obra popular XIX, XVII   | Sant Joan les Fonts Al cim del puig de Vivers            | 42° 13′ 21″ N, 2° 31′ 20″ E / 42.22243°N,2.52212°E   | IPA-38985     | Carregueu una nova foto d'aquest monument                                                                                                   |
| Can Jep o Can Jepot                                                             |              | Obra popular XVIII       | Sant Joan les Fonts Al costat del molí nou               | 42° 12′ 53″ N, 2° 29′ 28″ E / 42.21465°N,2.49115°E   | IPA-38986     | Can Jep (Sant Joan les Fonts) · Vegeu més fotos d'aquest monument · Carregueu una nova foto d'aquest monument                               |
| Casal de Vivers                                                                 |              | Obra popular XVIII       | Sant Joan les Fonts Puig de Vivers                       | 42° 13′ 21″ N, 2° 31′ 14″ E / 42.22251°N,2.52062°E   | IPA-38987     | Carregueu una nova foto d'aquest monument                                                                                                   |
| Mas de Peracaula                                                                |              | Obra popular             | Sant Joan les Fonts Camí de Castanyer                    | 42° 12′ 41″ N, 2° 30′ 16″ E / 42.21137°N,2.50432°E   | IPA-38988     | Carregueu una nova foto d'aquest monument                                                                                                   |
| Mas la Cau o Ca Calm                                                            |              | Obra popular XVIII       | Sant Joan les Fonts Sota el puig de la Cau               | 42° 13′ 45″ N, 2° 30′ 07″ E / 42.22925°N,2.5019°E    | IPA-38989     | Carregueu una nova foto d'aquest monument                                                                                                   |

El castell i restes de muralles de Castellfollit es troben entre els municipis de Castellfollit de la Roca i Sant Joan les Fonts (vegeu la Castellfollit de la Roca)